# Zond 2
Zond 2 (ros. Зонд 2) – radziecka sonda kosmiczna (typu 3MW-4A) wysłana w kierunku planety Mars. Minęła ją 6 sierpnia 1965 roku w odległości 1609 km, lecz nie przekazała żadnych danych, od kwietnia 1965 roku ze statkiem nie było już łączności. Próbowano ją nawiązać do 5 maja 1965 roku. Sonda miała wykonać fotografie Czerwonej Planety, prowadzić badania naukowe i sprawdzić poprawność działania różnych rozwiązań użytych przy jej budowie. Charakterystyczną cechą tych obiektów (Wenera 1, Wenera 2, Wenera 3, Zond 1 czy Zond 3) była dwuczęściowa budowa. Składały się z dwóch zasadniczych, próżnioszczelnych członów: orbitalnego i planetarnego.
Położenie statku było sterowane 6 eksperymentalnymi elektrycznymi silnikami rakietowymi.